# بطولة ويمبلدون 1887
قائمة ببطولات ويمبلدون لسنة 1887:

## فردي رجال
هربرت لاوفورد هزم  إرنست رينشاو. النتيجة: 1-6 6-3 3-6 6-4 6-4

## فردي سيدات
لوتي دود هزمت  بلانشي بيجالي. النتيجة: 6-2, 6-0